# Sigrid Alegría
Pour les articles homonymes, voir Alegría.
Sigrid Alegría Conrads, née le 18 juin 1974 à Rostock, est une actrice, présentatrice de télévision, animatrice de radio et metteur en scène chilienne d'origine allemande.

## Filmographie

### Long métrage
- 1997 : Pasión gitana
- 2003 : Sexo con amor
- 2004 : Mujeres Infieles
- 2008 : Mansacue
- 2016 : Rara

### Telenovelas
- 1998 : Borrón y cuenta nueva (TVN) : Doris Morán
- 1999 : Aquelarre (TVN) : Emilia Patiño
- 2000 : Santo ladrón (TVN) : Macarena Algarañáz
- 2001 : Amores de mercado (TVN) : Shakira
- 2002 : Purasangre (TVN) : Brenda Valenzuela
- 2003 : Pecadores (TVN) : Rebeca Flores
- 2004 : Hippie (Canal 13) : Ximena Salinas
- 2004 : Tentación (Canal 13) : Bárbara Urrutia
- 2005 : Los treinta (TVN) : Leticia Lira
- 2005 : Versus (TVN) : Cindy López
- 2007 : Alguien te mira (TVN) : Piedad Estévez
- 2008 : El Señor de la Querencia (TVN) : Leonor Amenábar
- 2009 : ¿Dónde está Elisa? (TVN) : Francisca Correa
- 2011 : El laberinto de Alicia (TVN) : Alicia Molinari
- 2012 : Separados (TVN) : Verónica Infante
- 2014 : Mamá mechona (Canal 13) : Macarena Muñoz

### Sources
- (en) Cet article est partiellement ou en totalité issu de l’article de Wikipédia en anglais intitulé « Sigrid Alegría » (voir la liste des auteurs).

- (es) Cet article est partiellement ou en totalité issu de l’article de Wikipédia en espagnol intitulé « Sigrid Alegría » (voir la liste des auteurs).